# SAT Airlines

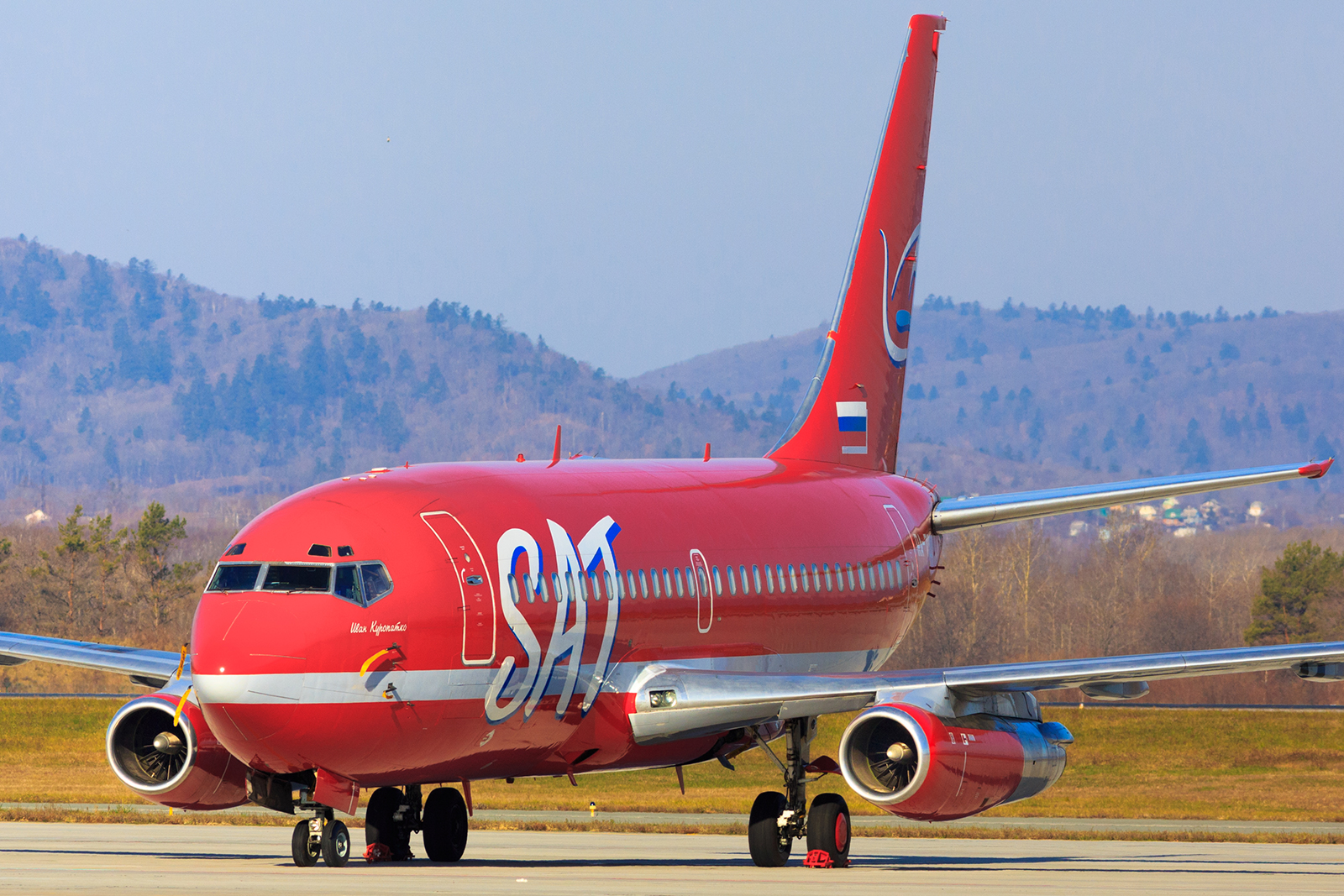
Boeing 737-200 SAT Airlines na letišti ve Vladivostoku, 2013

OJSC SAT Airlines – Sakhalinskie Aviatrassy (rusky: Сахалинские Авиатрассы), známé jako SAT Airlines byla ruská letecká společnost se základnou na Sachalinu. SAT Airlines zajišťovaly pravidelné regionální lety na Ruském Dálném Východě a do destinací v Číně, Jižní Koreji a Japonsku. Další služby zahrnovaly charterové lety, hledací a záchranářské operace, hašení požárů a vzdušné hlídkování. Jejich základnou bylo letiště v Južno-Sachalinsku.
Společnost byla založena a začala operovat 20. dubna 1992. Vlastníkem byla vláda Ruské Federace, firma zaměstnala 574 pracovníků. SAT Airlines byly v říjnu 2013 sloučeny s Vladivostok Air, čímž vznikla nová společnost Aurora a tato společnost získala kódy IATA a ICAO od SAT Airlines.